# Rougnat
Rougnat là một xã thuộc tỉnh Creuse trong vùng Nouvelle-Aquitaine miền trung nước Pháp. Xã này nằm ở khu vực có độ cao trung bình 550 mét trên mực nước biển.

## Dân số
| 1962                                                        | 1968 | 1975 | 1982 | 1990 | 1999 | 2006 |
| ----------------------------------------------------------- | ---- | ---- | ---- | ---- | ---- | ---- |
| 816                                                         | 856  | 764  | 676  | 631  | 541  | 562  |
| Số liệu điều tra dân số từ năm 1962 Dân số chỉ tính một lần |      |      |      |      |      |      |

## Địa điểm nổi bật
- Nhà thờ St.Laurent, từ thế kỷ 12.
- Một Dolmen.

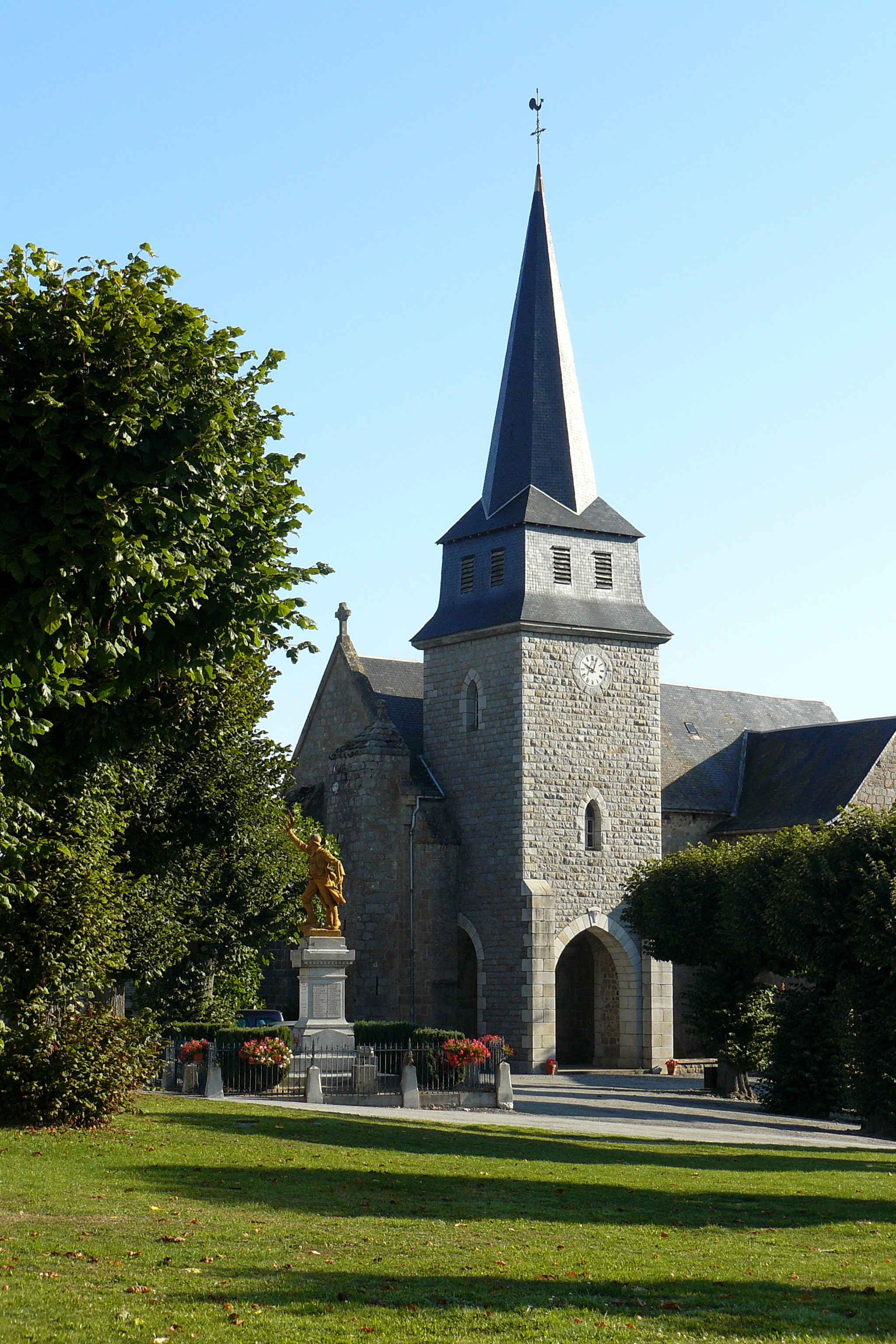
Nhà thờ và đài tưởng niệm chiến tranh

- Dấu tích của một đô thị La Mã cổ đại tại Cujasseix.
- Lâu đài thế kỷ 15.